# Acapulco de Juárez (municipalité)
Cet article concerne la municipalité. Pour la ville, voir Acapulco.
Acapulco de Juárez est une des municipalités du Guerrero, dans le sud-ouest du Mexique.
Le siège municipal se trouve à Acapulco.